# David Foppolo
David Foppolo, né en 1969, est un nageur handisport et informaticien français, multiple champion paralympique. Il était surnommé le « dos fin ».

## Biographie
David Foppolo est l'avant-dernier d'une fratrie unisexe de sept enfants. Il est né sans bras. Sa malformation pourrait s'expliquer par le fait que sa mère ait contracté la varicelle durant sa grossesse et le traitement de cette maladie. David lui-même, dans un numéro de l'émission du ONDAR Show, indique que sa malformation provient d'un médicament, le Thalidomide, retiré du marché dans les années soixante-dix pour avoir provoqué de nombreuses malformations foetales.
A l'âge de trois ans, il est placé dans un centre spécialisé de rééducation en région parisienne.
En 1974, il a son premier contact avec une piscine.
Dans les années 1990, il affronte dans un bassin le nageur Franck Esposito qui a pour l'occasion les bras attachés dans le dos.
Depuis les années 2000, il est informaticien chez Électricité de France à Villeneuve-d'Ascq.
Le 12 janvier 2013, il participe au sketch récurrent Handicap, Handi Pas Cap de Jérémy Ferrari dans le ONDAR Show avec Ahmed Sylla.

## Palmarès

### Jeux paralympiques
| Édition        | Épreuve            | Épreuve            | Épreuve   | Épreuve            | Épreuve               | Épreuve                      | Épreuve                    |
| Édition        | 50 m papillon      | 50 m dos           | 100 m dos | 100 m nage libre   | 4 × 50 m quatre nages | relais 4 × 50 m quatre nages | relais 4 × 50 m nage libre |
| Arnhem 1980    | -                  | Bronze             | -         | -                  | -                     | -                            | Argent                     |
| New York 1984  | -                  | Argent             | -         | Argent             | Bronze                | -                            | -                          |
| Séoul 1988     | Or record du monde | Or record du monde | -         | Or record du monde | Or record du monde    | -                            | -                          |
| Barcelone 1992 | Or                 | -                  | Or        | -                  | -                     | Argent                       | Argent                     |
| Atlanta 1996   | 4e                 | -                  | -         | -                  | -                     | 6e                           | -                          |

### Championnats du monde
| Édition         | Épreuve       | Épreuve   | Épreuve                      | Épreuve                    |
| Édition         | 50 m papillon | 100 m dos | relais 4 × 50 m quatre nages | relais 4 × 50 m nage libre |
| La Valette 1994 | Or            | Or        | Or                           | Argent                     |

### Championnats d'Europe
| Édition        | Épreuve            | Épreuve         | Épreuve   | Épreuve          | Épreuve             | Épreuve                      | Épreuve                    | Épreuve |
| Édition        | 50 m papillon      | 50 m nage libre | 100 m dos | 100 m nage libre | 4 × 50 m nage libre | relais 4 × 50 m quatre nages | relais 4 × 50 m nage libre |         |
| Barcelone 1991 | Or record du monde | Argent          | -         | Argent           | Argent              | Or record du monde           | -                          |         |
| Perpignan 1995 | Or                 | -               | Or        | -                | -                   | Bronze                       | Argent                     |         |
| Brunswick 1999 | Bronze             | -               | -         | -                | -                   | Argent                       | -                          |         |

### Championnats de France
1980-1999 : sélection régulière aux championnats de France : plus de 130 titres de champion de France.

## Ouvrage de référence
- « Couloir quatre, le dos fin », biographie de David Foppolo, Nina Siget, 2000, Editions ThoT.